# Château normand-souabe de Sannicandro di Bari
Le château normand-souabe est une fortification qui se dresse dans le quartier médiéval de Sannicandro di Bari, ville métropolitaine de Bari dans les Pouilles. Il se trouve parmi les maisons caractéristiques avec escaliers extérieurs. Il était entouré d'anciennes douves de l'époque souabe qui ne furent comblées et transformées en route qu'en 1836,.
Aujourd'hui, il est composé de deux parties distinctes, emboîtées l'une dans l'autre, construites à des époques distinctes par les Byzantins et les Hohenstaufen. Sa construction remonte à 916, à l'initiative du général byzantin Niccolò Piccingli, qui avait ordonné la construction d'une forteresse pour la défense des Pouilles contre les Sarrasins. Le noyau original du château, d'origine byzantine, est constitué d'un solide mur de briques et de pierre qui s'étend le long du tracé trapézoïdal, équipé de six tours à quatre pans réparties dans les quatre sommets et au milieu des deux bases du trapèze.

Les différents essais, édités par la Surintendance Archéologique de Bari, ont révélé la présence d'anciennes tranchées pré-normandes à l'intérieur de la cour, avec un noyau fortifié, probablement entouré d'un mur extérieur.

« Les monnaies lombardes et byzantines trouvées dans l'emplecton de la fondation confirment l'utilisation continue du site à partir du IXe siècle : quelques pièces d'or de Gisolf Ier, prince de Salerne (946-974) ; les nombreuses monnaies byzantines, parmi lesquelles la plus ancienne remonte à l'empereur Théophile (829-842) »

On ne peut pas exclure qu'à l'époque de l'Émirat de Bari (847-871), il ait pu être inclus parmi les 24 "Castellas" sarrasins construits pour défendre l'actuelle capitale des Pouilles.

## Historique
En 1071, après trois ans de siège, Bari tombe aux mains du normand Robert Guiscard, duc des Pouilles, et "San Nicandro" est proclamé baronnie et fait partie du comté de Montescaglioso. Avec l'avènement des Normands, le château, encore considéré comme une garnison de défense et de domination mais avec le fief déjà composé, acquit le toponyme de "San Nicandro", comme le précise un document d'Emma d'Altavilla (it) de 1119 

« O mnium nostrarum Castelli Sancti Nicandri ita tamen ut ipse abbas eiusque successes in cappellam ipsius Castelli cappellanum mictant »

.

### Période du Royaume Normand
Sous le règne de Roger II de Sicile, le château de Sannicandro fut alors entièrement restauré avec une architecture normande. Les quatre tours d'angle ont été reconstruites sur les ruines byzantines et reliées par une solide courtine aux quatre tours centrales. Vers l'est, de larges douves et un pont-levis furent construits le long de la tour principale, isolant et protégeant le château. Le palais baronnial a été construit derrière la courtine nord, avec un tunnel de secours menant à l'église de Saint-Jean hors les murs, construite par les Normands eux-mêmes. Quand finalement, en 1087, les reliques sacrées de Saint-Nicolas arrivèrent à Bari, dans le château fut construite une chapelle dédiée au saint.
Le dernier baron normand fut Guglielmo de Tot, qui dirigea le fief de Sannicandro vraisemblablement entre 1150 et 1170, après une brève période, entre 1131 et 1134, pendant laquelle la baronnie était détenue par le comte Guido da Venosa.

### Période Hohenstaufen
Les preuves des événements survenus pendant les années de domination des Hohenstaufen dans le sud de l'Italie font défaut. La politique de centralisation du pouvoir initiée par l'empereur Frédéric II de Hohenstaufen et son intolérance envers les barons suggèrent qu'à cette époque la maison de Sannicandro n'était concédée à aucun seigneur féodal.
En 1242, la structure byzantine originale fut achevée par Frédéric II, qui ajouta la partie extérieure afin de la transformer en un château résidentiel fortifié. Un mur extérieur de 1,58 mètres de large entourait en effet le périmètre du manoir, qui était protégé par de nouvelles douves. La tour normande centrale nord fut démolie pour permettre la construction du grand palais baronnial, doté de trois grandes fenêtres à meneaux, flanqué et gardé par deux tours massives. Dans le mur, à côté de l'une des tours, se trouvaient des espaces cachés pour la fauconnerie, inaccessibles et dépourvus de lumière, comme l'avait prescrit l'empereur dans son traité De arte venandi cum avibus. Finalement, un tunnel de secours a été construit, qui a atteint la campagne jusqu'à Bitetto. Durant les années de domination des Hohenstaufen, le château se composait de neuf tours.

### Période angevine
L'avènement de la domination angevine fut déterminant pour l'histoire de la commune. On raconte que le prince Charles d'Anjou, emprisonné en Sicile, avait demandé la protection de saint Nicolas de Bari, qui, lui apparaissant, aurait assuré sa libération. Ayant obtenu sa liberté et revenu à Naples avec le titre royal, Charles II d'Anjou voulut récompenser le Sanctuaire du saint, à l'intercession duquel il attribuait son salut, avec des revenus importants et des donations très riches. En 1304, par concession des rois angevins, le fief de Sannicandro passa à la Basilique Saint-Nicolas de Bari et commença pour elle une période de relative stabilité.
L'autorité des Prieurs-Barons du Chapitre de Saint-Nicolas de Bari dura cinq siècles, jusqu'en 1806, date à laquelle fut promulguée la loi du roi Joseph Bonaparte qui abolit le système féodal.

### Époque moderne

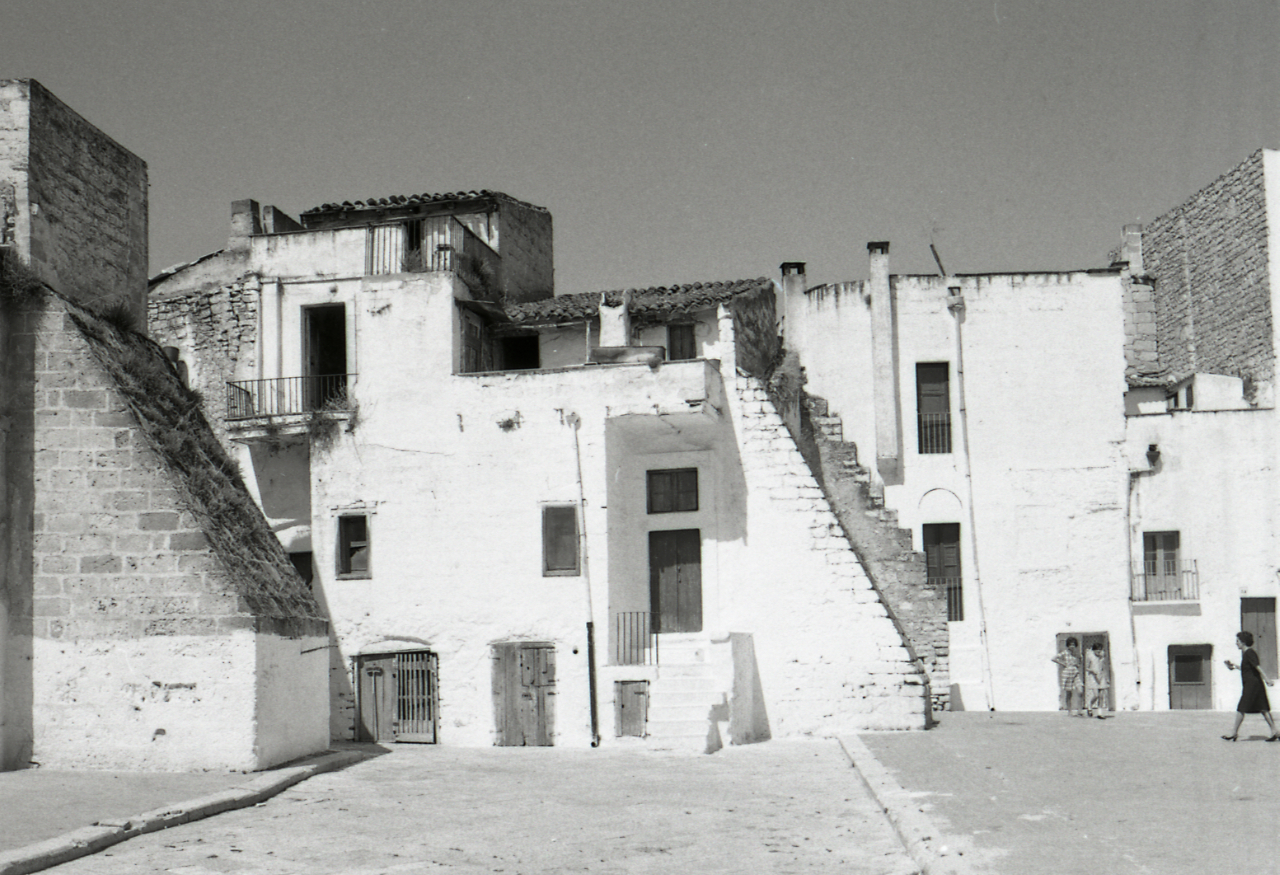
Maisons construites à l'intérieur des murs sur une photo de Paolo Monti de 1970

Après l'abolition de la féodalité, le fief de Sannicandro fut  soumis au régime de propriété privée commune et le Chapitre Royal de Saint Nicolat entra dans le rôle de simple usufruitier des biens immobiliers.
Le château, qui avait conservé sa ligne originale, fut sauvagement ruiné entre 1806 et 1875. Pour combler le vide produit par la perte des droits féodaux, en effet, se posa le problème de trouver de nouvelles sources de revenus pour l'entretien de la Basilique et du Chapitre de Saint Nicolas : le mur extérieur fut donc ouvert en plusieurs passages pour obtenir des portes et des fenêtres destinées à servir de magasins, de maisons, d'écuries, de magasins qui assureraient un revenu au Chapitre ; les douves furent comblées, le tunnel souterrain bouché, les fenêtres à meneaux dégradées et transformées en balcons.

### Actuellement
En 1951, le titre de noblesse passa du Prieur de Saint Nicolas à l'Archevêque de Bari et, par acte public du 12 décembre 1967, la Commune de Sannicandro di Bari acheta le Château pour la somme de 10 500 000 lires. Après une série de restaurations, le Château est accessible aux visiteurs.

## Galerie

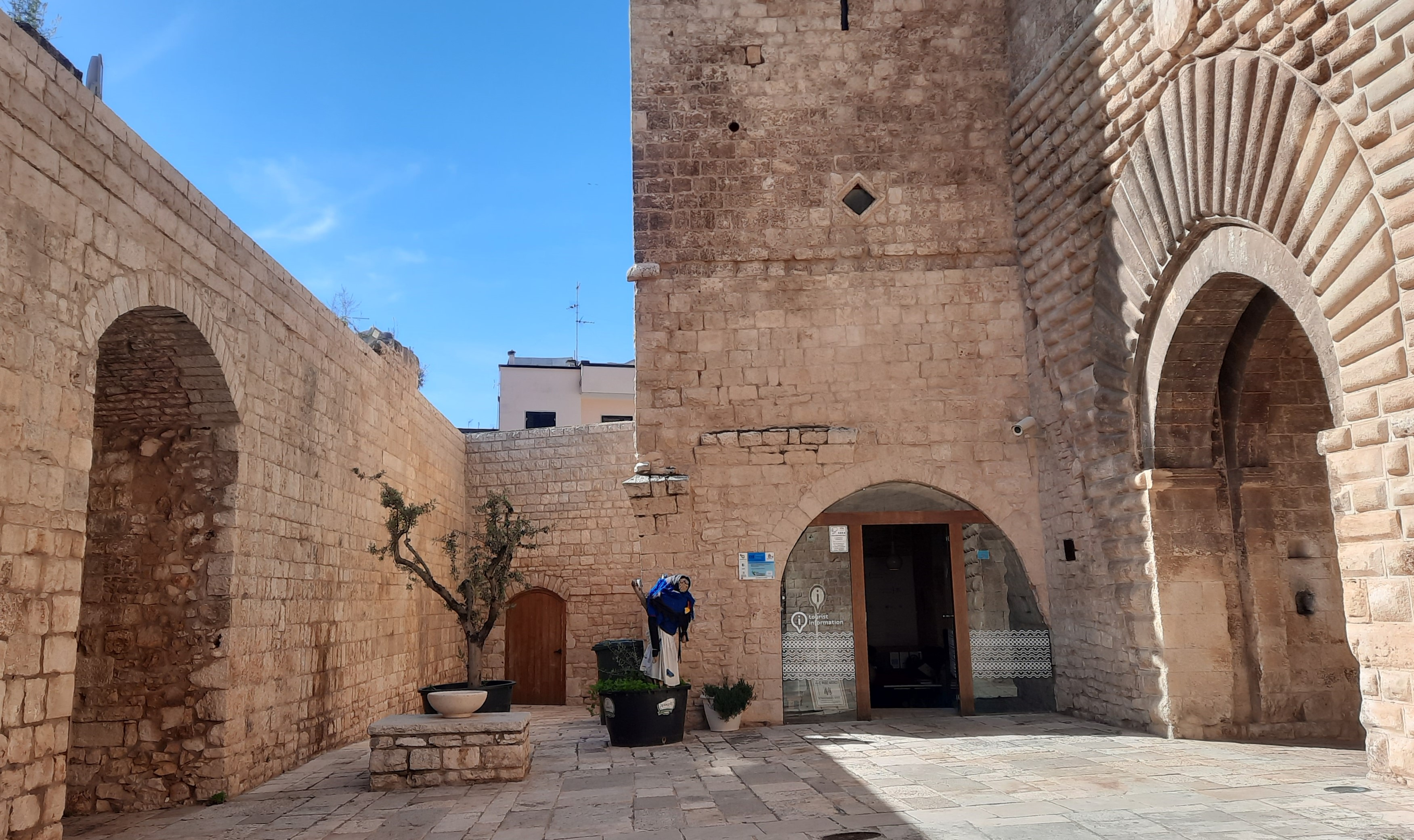
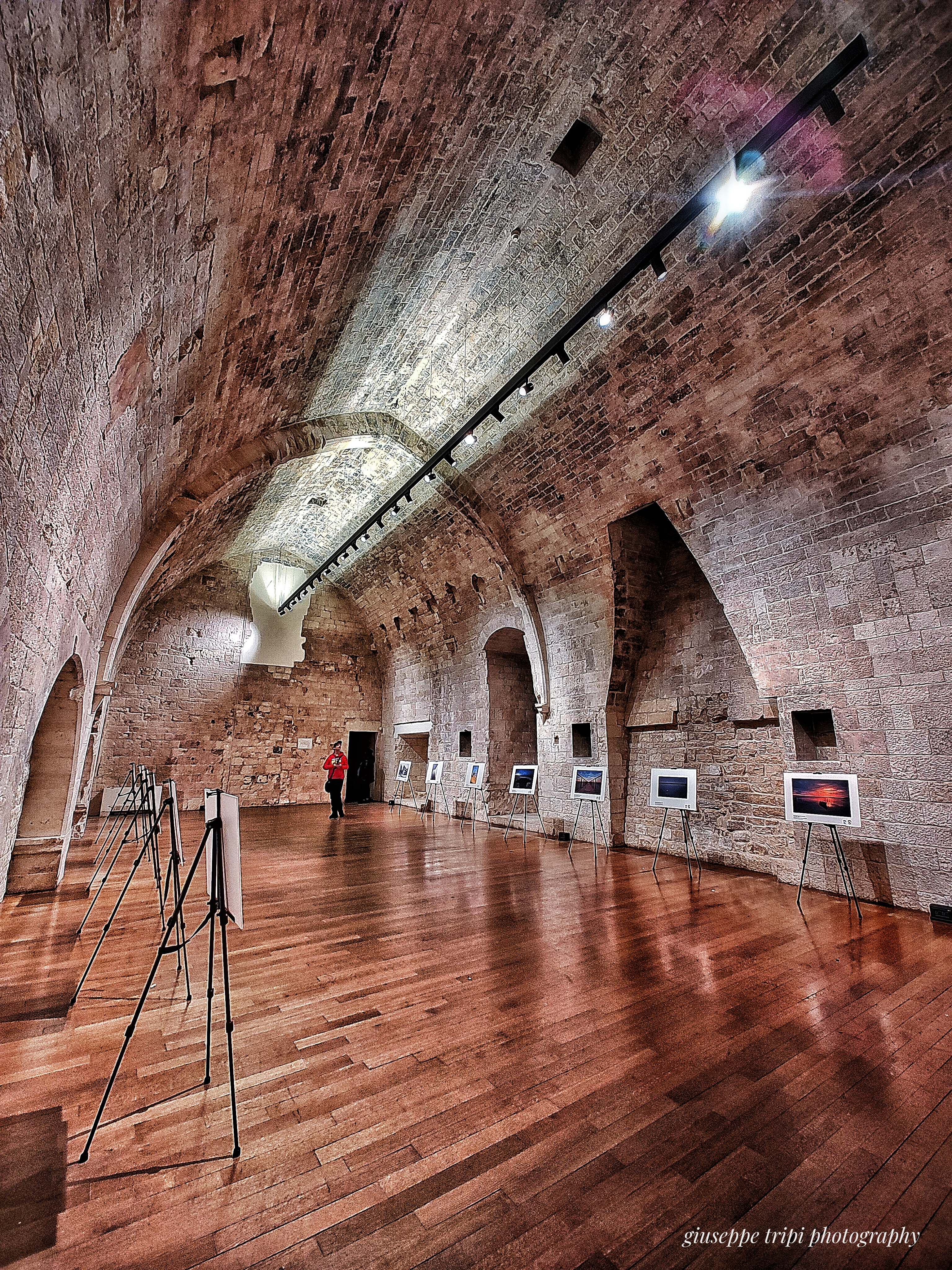
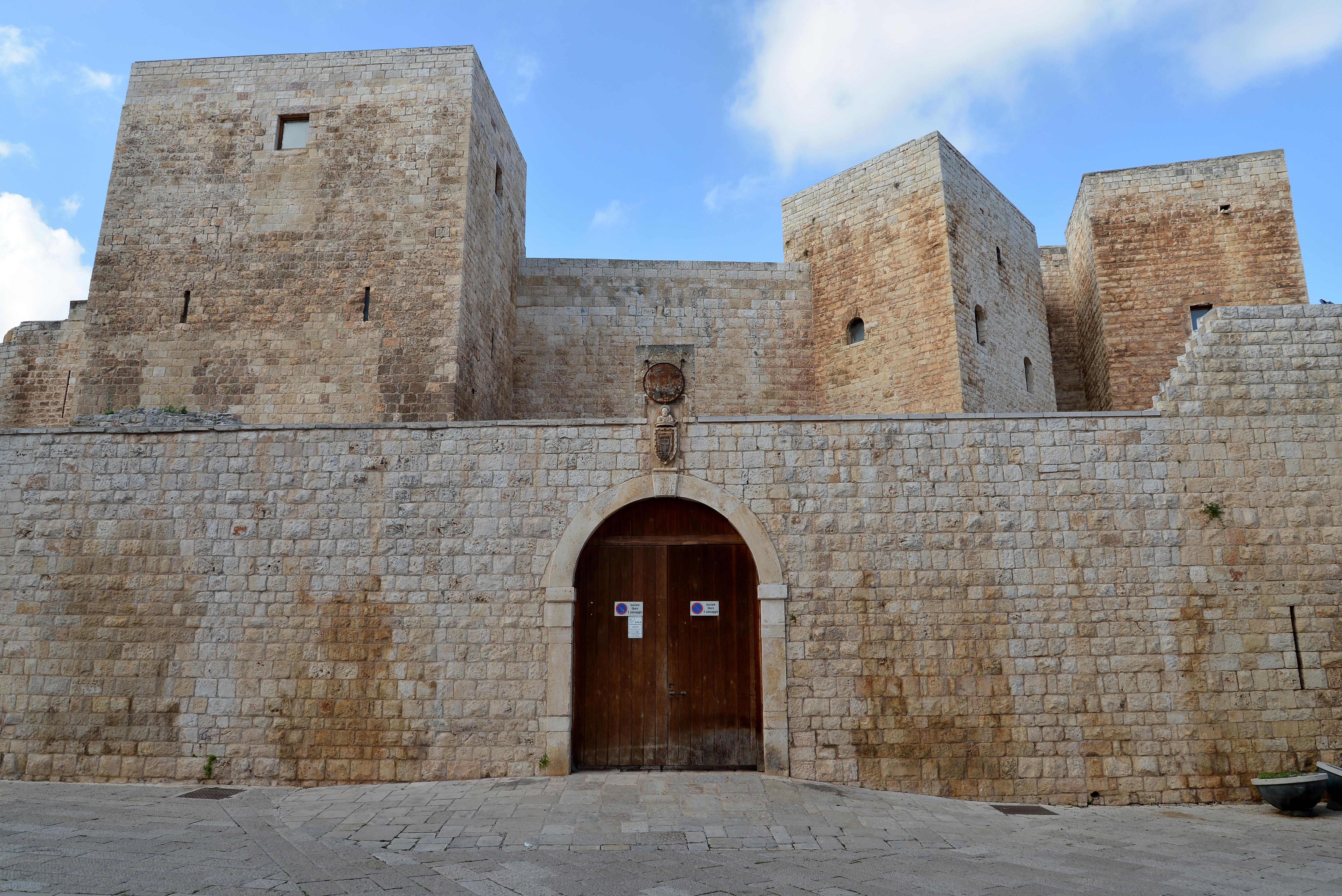

### Articles externes
- (it) Castello normanno-svevo - Site Catalogo generale dei Beni Culturali
- (it) Castello di Sannicandro di Bari - Site borghiautenticiditalia.it